# 줄리아 레멘츠

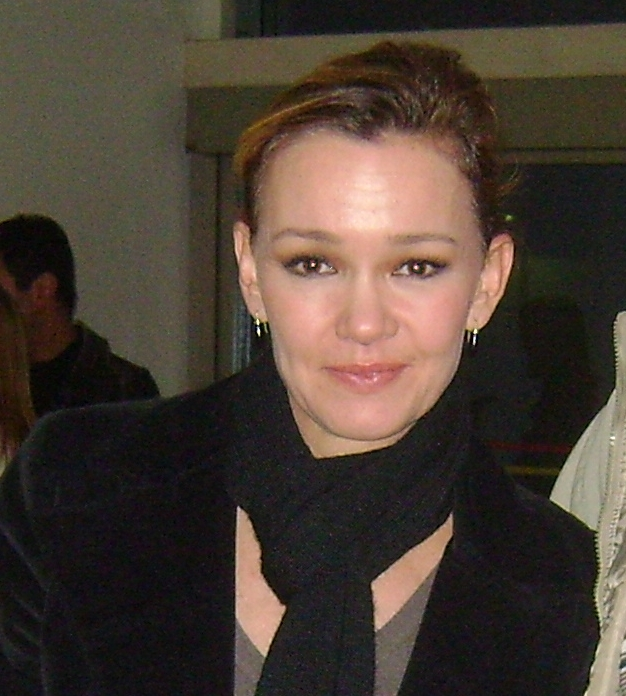

줄리아 레멘츠(Júlia Lemmertz, 1963년 3월 18일 ~ )는 브라질의 배우, 영화 프로듀서, 영화배우, 텔레비전 배우이다.
포르투알레그리에서 태어났다.

## 영화
- 리틀 시크릿 (2016년)
- 프롬 비기닝 투 엔드 (2009년)
- 내 이름은 조니가 아니다 (2008년)
- 아쿠아리아 (2004년) - 나라 역
- 컬러 오브 유어 데스티니 (1986년)